# The Difference
|  | Denne artikel er oprettet af botten PalnaBot ud fra en ekstern database. Den kan derfor have sproglige fejl eller mangler. Denne skabelon kan fjernes efter kontrol af indholdet. |

The Difference er en dokumentarfilm instrueret af Gavin Charles Clarke efter manuskript af Gavin Charles Clarke, Daniel Ahrens og Lisa Askew.

## Handling
The Difference' er et dokumentar/drama, som tager spørgsmål op, der har med det sydafrikanske apartheid-undervisningssystem at gøre, og er baseret på 'teater-i-undervisningssystem at gøre, og er baseret på 'teater-i-undervisning'-produktionen THE DOORS.